# Paul Lebeau
Paul Marie Alfred Lebeau (født 19. december 1868, død 18. november 1959) var en fransk kemiker. Han studerede ved eliteuniversitetet École supérieure de physique et de chimie industrielles de la ville de Paris (ESPCI). Sammen med sin akademiske vejleder Henri Moissan arbejdede han på fluorkemi og opdagede flere nye forbindelser, såsom bromtrifluorid, oxygendifluorid, seleniumtetrafluorid og svovlhexafluorid.
I 1899 var han i stand til at frembringe ren beryllium ved elektrolyse af natriumfluoroberyllat (Na2[BeF2]).
I anden verdenskrig forbedrede han det gasmask-design, der blev anvendt af den franske hær.